# 28 avril dans les chemins de fer
28 mars 28 mai
Chronologies thématiques
- Croisades
- Sports
- Disney

Cette page concerne les événements qui se sont déroulés un 28 avril dans les chemins de fer.

## Événements

### XXesiècle
- 1935. France : mise en service de la ligne 11 entre Châtelet et Porte des Lilas.

- 1978. France : inauguration du métro de Lyon.

- 1997. France : mise en service du prolongement de la ligne D du métro de Lyon entre Gorge de Loup et Gare de Vaise.

### XXIesiècle
- 2005. Suisse : onze ans après le premier coup de pioche, les derniers mètres de roche du tunnel de base du Lötschberg ont été dynamités sous les Alpes. L'ouvrage, long de 34,6 kilomètres, entrera en service en 2007.
- 2008. France : première desserte de la gare de Commercy en TGV.

## Décès
- 1889. France, François Prosper Jacqmin directeur de la Compagnie des chemins de fer de l'Est, quelques jours avant de prendre sa retraite[1].